# Michèle Victory
Pour les articles homonymes, voir Victory.
Michèle Victory, née le 28 octobre 1958 à Annaba (Algérie), est une femme politique française. Membre du Parti socialiste et adjointe au maire de Tournon-sur-Rhône de 2001 à 2008, elle devient suppléante en 2007 du député Olivier Dussopt, élu dans la deuxième circonscription de l'Ardèche, qu'elle remplace à l'Assemblée nationale à partir de 2017, à la suite de sa nomination au gouvernement. Lors des élections législatives de 2024, elle est candidate pour le Nouveau Front populaire.

## Biographie
Elle est professeure d'anglais au lycée hôtelier de Tain-l'Hermitage.

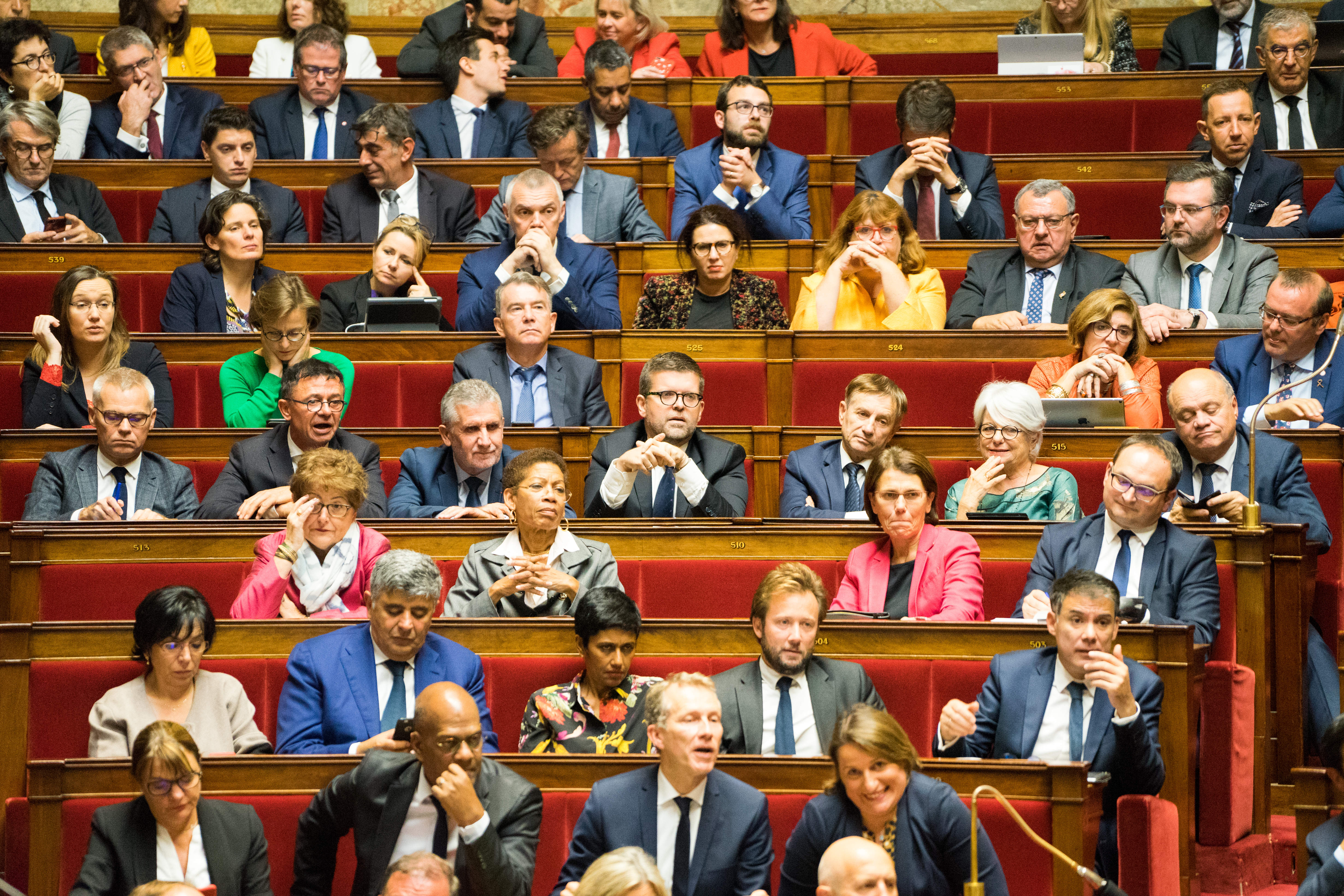
Michèle Victory en 2018 en séance dans l'hémicycle de l'Assemblée nationale à gauche du 3e rang.

En 1995, elle se présente aux municipales à Tournon-sur-Rhône sur la liste PS-PCF de Louis Gaillard, battue par celle du maire UDF sortant Jean-Pierre Frachisse. La victoire de la gauche en 2001 permet à Michèle Victory de devenir adjointe au maire chargée de la culture et de la communication dans l'équipe de Jean Pontier jusqu'en 2008.
Olivier Dussopt la choisit comme suppléante lors des législatives de 2007 où ils seront élus. Le 24 novembre 2017, Dussopt quitte l'opposition parlementaire au second gouvernement Édouard Philippe pour la fonction de secrétaire d'État du même gouvernement. Elle devient députée en décembre 2017, s'inscrivant dans l'opposition au gouvernement en siègeant au groupe socialiste.

## Décoration
- Chevalier de l'ordre national du Mérite (nomination le 15 mai 2025)[5].

## Mandats
- Adjointe au maire de Tournon-sur-Rhône (2001-2008)
- Députée de la 2e circonscription de l'Ardèche (du 25 décembre 2017 au 21 juin 2022)